# Barry Minkow
Barry Jay Minkow (sinh ngày 22 tháng 3 năm 1966)  là một cựu doanh nhân, mục sư và là tội phạm bị kết án người Mỹ. Khi còn ở trường trung học, anh đã thành lập ZZZZ Best (phát âm là "Zee Best"), có vẻ như là một công ty giặt và phục hồi thảm cực kỳ thành công. Tuy nhiên, nó thực sự là một vỏ bọc để thu hút đầu tư cho một mô hình Ponzi lớn. Công ty này sụp đổ vào năm 1987, khiến các nhà đầu tư và người cho vay bị mất 100 triệu đô la Mỹ, một trong những vụ lừa đảo đầu tư lớn nhất từng xảy ra do một người, cũng như một trong những vụ lừa đảo kế toán lớn nhất trong lịch sử. Vụ này thường được sử dụng như một trường hợp nghiên cứu về gian lận kế toán.
Sau khi ra tù, Minkow trở thành mục sư và điều tra viên lừa đảo ở San Diego, và nói chuyện tại các trường học về đạo đức. Tất cả đã kết thúc vào năm 2011, khi anh thừa nhận đã cố tình giúp giảm giá cổ phiếu của người công ty xậy dựng nhà Lennar và bị đưa trở lại nhà tù trong 5 năm. Ba năm sau, Minkow thừa nhận lừa gạt nhà thờ của chính mình và bị kết án thêm 5 năm tù. Do tội lỗi của mình, Minkow phải đối mặt với việc phải trả tổng cộng 612 triệu đô la tiền bồi thường mà Minkow có thể sẽ dành phần còn lại của cuộc đời để trả nợ.

## Sự khởi đầu của ZZZZ Best
Minkow được sinh ra ở Inglewood, California trong một gia đình Do Thái và được nuôi dưỡng tại khu vực Reseda của Thung lũng San Fernando. Khi anh chín tuổi, mẹ anh kiếm cho anh một công việc tiếp thị qua điện thoại với công việc giặt thảm nơi cô làm việc. Vào năm 15 tuổi, khi còn là học sinh năm hai tại trường trung học Cleveland, Minkow đã thành lập ZZZZ Best trong nhà để xe của cha mẹ mình với ba nhân viên và bốn điện thoại. Những ngày đầu, anh phải nhờ bạn bè lái xe đưa anh đi làm vì anh không có bằng lái xe.
Lúc đầu, Minkow phải vật lộn để đáp ứng các chi phí cơ bản. Hai ngân hàng đã đóng tài khoản kinh doanh của anh ta vì luật pháp California không cho phép người vị thành niên ký hợp đồng ràng buộc, bao gồm cả séc. Anh cũng bị ảnh hưởng bởi khiếu nại của khách hàng và yêu cầu thanh toán từ các nhà cung cấp. Đôi khi, anh cảm thấy khó khăn ngay cả khi làm bảng lương. Đối mặt với sự thiếu hụt vốn hoạt động, anh ta đã tài trợ cho công việc kinh doanh của mình thông qua việc viết check giả, đánh cắp và bán đồ trang sức của bà ngoại, dàn dựng các vụ đột nhập tại văn phòng của mình và thực hiện gian lận thẻ tín dụng.
Ngay sau đó, Minkow chuyển sang kinh doanh "phục hồi bảo hiểm". Với sự giúp đỡ của Tom Padgett, một người điều chỉnh yêu cầu bảo hiểm, Minkow đã giả mạo nhiều tài liệu cho rằng ZZZZ Best có liên quan đến một số dự án phục hồi cho công ty của Padgett. Padgett và Minkow đã thành lập một công ty giả, Interstate Appraisal Services, đã xác minh các chi tiết của các lần phục hồi này cho các nhân viên ngân hàng của Minkow. Thu được nhiều khoản vay từ các ngân hàng này, Minkow đã mở rộng ZZZZ Best ra toàn miền Nam California.
Trong khi hầu hết các chương trình Ponzi dựa trên các doanh nghiệp không tồn tại, bộ phận giặt thảm của ZZZZ Best là có thật và giành được điểm số cao về chất lượng của nó. Tuy nhiên, bộ phận phục hồi bảo hiểm của nó, mà chiếm 86% doanh thu của công ty, là lừa đảo. Minkow đã kiếm được tiền bằng cách bao thanh toán các khoản phải thu của mình cho công việc theo hợp đồng, cũng như các khoản tiền trôi nổi qua một số ngân hàng trong một kế hoạch kiểm tra kites phức tạp.
Sau khi tốt nghiệp trung học năm 1985, Minkow dành toàn bộ thời gian của mình cho ZZZZ Best. Do thiếu tiền mặt, anh nhận được một khoản vay từ Jack Catain, một doanh nhân ở Los Angeles có mối quan hệ với tội phạm có tổ chức. Catain sau đó đã kiện Minkow vì đã không trả cho mình phần lợi nhuận của công ty, nhưng Minkow tuyên bố Catain là một người cho vay nặng lãi. Vụ kiện vẫn đang tiếp tục thông qua các tòa án vào thời điểm Catain qua đời vào năm 1987. Các nhân vật tội phạm có tổ chức khác xuất hiện với tư cách là cố vấn của Minkow, người đã coi thường nhân viên của anh ta. Chẳng hạn, một cổ đông lớn, Maurice Rind, đã bị kết án vì gian lận chứng khoán năm 1976. Minkow cũng là một đối tác kinh doanh với Robert Viggiano, một tên trộm trang sức bị kết án và cho vay nặng lãi.

## Bán cổ phiếu ra công chúng
Theo đề nghị của một người bạn, Minkow đã đưa công ty ra công chúng vào tháng 1 năm 1986, thu hút một vị trí trên NASDAQ. Kế toán đã kiểm toán công ty trước khi ra công khai, đã không tự mình đến thăm các trang địa điểm phục hồi bảo hiểm. Nếu anh ta làm như vậy, anh ta sẽ phát hiện ra chúng là những hộp thư được đặt khắp Thung lũng San Fernando. Minkow giữ lại 53% cổ phiếu kiểm soát, biến anh ta thành một triệu phú ngay lập tức trên giấy tờ. Việc phát hành cổ phiếu công ty dường như cung cấp cho anh ta một cách để che đậy các hoạt động lừa đảo của mình. Theo luật chứng khoán vào thời điểm đó, Minkow phải giữ lại cổ phần cá nhân của mình trong hai năm. Minkow đã lên kế hoạch bán một triệu cổ phiếu ra công chúng vào tháng 1 năm 1988, tin rằng điều này sẽ cho ông đủ tiền để trả cho mọi người và hoàn toàn hợp pháp.
Để có được nhiều tài chính hơn, Minkow đã được thuyết phục huy động 15 triệu đô la vốn thông qua một đợt chào bán cổ phiếu lần đầu ra công chúng của ZZZZ Best. Khi kế toán muốn kiểm tra hoạt động của công ty, Minkow đã mượn các văn phòng giả để tham quan "Dịch vụ thẩm định giữa các tiểu bang" và sử dụng một tòa nhà không hoàn chỉnh để trình bày một công việc phục hồi giả. Mark Morze, chuyên gia tư vấn tài chính của ZZZZ Best, đã lừa các kế toán viên được gửi dể để thực hiện due diligence cần thiết bằng cách giả mạo hàng ngàn tài liệu. Việc chào bán công khai đã kết thúc vào tháng 12 và Minkow trở thành người trẻ nhất lãnh đạo một công ty thông qua IPO trong lịch sử tài chính Mỹ.
Minkow đã phát động một chiến dịch quảng cáo truyền hình lớn mô tả ZZZZ Best như một công cụ giặt thảm mà người dân Nam California có thể tin tưởng. Ông sở hữu một chiếc Ferrari và một chiếc BMW, và mua một biệt thự trong cộng đồng Thung lũng Woodland Hills giàu có. Ông có tham vọng biến công ty thành " General Motors của ngành giặt thảm".
Giám đốc tài chính của công ty, Charles Arrington, bị cáo buộc đã điều hành 91.000 đô la phí gian lận đối với khách hàng của doanh nghiệp bán hoa của mình. Khi anh em nhà Feshbach, người chuyên bán khống, biết rằng Minkow vẫn đứng sau Arrington, họ đã điều tra thêm và phát hiện ra hợp đồng trị giá 7 triệu đô la của ZZZZ Best để làm sạch thảm ở Sacramento có khả năng là lừa đảo. Feshbach và những người bán khống khác bắt đầu đầu cơ, dự đoán rằng cổ phiếu của công ty sẽ giảm. Ngoài ra, không ai trong số bốn giám đốc bên ngoài của công ty có kinh nghiệm điều hành một công ty đại chúng.

## Suy sụp
Đến tháng 2 năm 1987, ZZZZ Best được giao dịch ở mức 18 đô la một cổ phiếu trên NASDAQ, định giá công ty ở mức 280 triệu đô la. Công ty hiện có 1.030 nhân viên với các văn phòng trên khắp California, Arizona và Nevada. Cổ phần của Minkow trị giá 100 triệu đô la. Ông dường như là câu chuyện thành công tuyệt đối của nước Mỹ.
Tuy nhiên, công ty vẫn phải đối mặt với tình trạng thiếu dòng tiền nghiêm trọng từ việc trả tiền cho các nhà đầu tư cho các dự án phục hồi không tồn tại. Minkow cần một lượng tiền mặt khác và nghĩ rằng anh ta đã có nó khi nghe rằng KeyServ, công cụ giặt thảm được ủy quyền cho Sears, đang được bán bởi cha mẹ người Anh. Drexel Burnham Lambert đề nghị tài trợ cho thỏa thuận với một cú đầu tư trái phiếu rác riêng. Minkow nghĩ rằng việc kinh doanh Sears của KeyServ sẽ mang lại cho ZZZZ Best đủ tiền mặt để kết thúc kế hoạch Ponzi sớm hơn dự định.
Mặc dù KeyServ có quy mô gấp đôi công ty của Minkow, hai công ty đã đồng ý thỏa thuận trị giá 25 triệu đô la, trong đó ZZZZ Best sẽ là công ty còn lại sau khi sáp nhập. Việc sáp nhập sẽ biến Minkow trở thành chủ tịch và chủ tịch hội đồng quản trị của công ty giặt thảm độc lập lớn nhất trong cả nước. Ngay cả khi quá trình hợp nhất với KeyServ đang được tiến hành, Minkow vẫn có tham vọng trở nên mạnh mẽ hơn.Ông đã lên kế hoạch huy động 700 triệu 800 triệu đô la để mua ServiceMaster trong một vụ tiếp quản công ty mang tính cướp bóc. Ông cũng có kế hoạch mở rộng sang Vương quốc Anh. Ngoài việc giặt thảm, Minkow đã bắt đầu thảo luận sơ bộ để mua đội Seattle Mariners của giải bóng chày Major League.
Sau đó, ZZZZ Best đã sụp đổ cũng nhanh như cách nó đã bành trướng, do gian lận thẻ tín dụng của vài năm trước đó. Minkow đã đổ lỗi cho các cáo buộc gian lận đối với các nhà thầu vô đạo đức và một nhân viên khác, và đã trả lại tiền hầu hết các nạn nhân. Tuy nhiên, anh ta đã không trả lại cho một người sửa nhà đã bị tính phí quá vài trăm đô la. Minkow phớt lờ yêu cầu trả lại tiền của người phụ nữ này. Người phụ nữ đã tìm ra một số người khác đã bị Minkow lừa gạt  và đưa ra một tường trình chi tiết về những phát hiện của cô cho tờ Los Angeles Times. The Times sau đó đã viết một câu chuyện tiết lộ rằng Minkow đã lừa đảo 72.000 đô la qua việc tính phí trên thẻ tín dụng vào năm 1984 và 1985. Câu chuyện này, diễn ra chỉ vài ngày trước khi sáp nhập KeyServ sắp kết thúc, đã làm cổ phiếu ZZZZ Best mất 28% giá trị.
Trong vài giờ sau khi câu chuyện vỡ lở, các ngân hàng của ZZZZ Best đã rút lại các khoản vay của họ hoặc đe dọa sẽ làm như vậy. Drexel hoãn việc đầu tư cho ZZZZ Best cho đến khi có thể điều tra thêm. Cuối ngày hôm đó tại một cuộc họp báo, một phóng viên đã kích nổ một bom tấn khác. Cô đã có bằng chứng rằng dự án Sacramento thậm chí không tồn tại. Nghiêm trọng hơn, cô đã phát hiện ra rằng ZZZZ Best không có giấy phép của nhà thầu cần thiết cho công việc phục hồi quy mô lớn. Để trấn an các nhà đầu tư đang lo lắng, Minkow đã phát hành một thông cáo báo chí về lợi nhuận và doanh thu kỷ lục, nhưng đã làm như vậy mà không thông báo cho Ernst & Whinney (hiện là một phần của Ernst & Young), công ty chịu trách nhiệm kiểm toán công ty trước thỏa thuận KeyServ. Thông cáo báo chí cũng ngụ ý rằng Drexel đã khẳng định ZZZZ Best không có bất kỳ hành vi sai trái nào, nhanh chóng ngăn chặn sự suy giảm của giá cổ phiếu. Tuy nhiên, Drexel đột ngột rút khỏi thỏa thuận một vài ngày sau đó, khiến giá cổ phiếu giảm trở lại. Việc rút lui của Drexel đã dừng thỏa thuận đầu tư chỉ bốn đến bảy ngày trước khi nó được thực hiện.
Một ngày sau thông cáo báo chí này, Ernst & Whinney đã phát hiện ra rằng Minkow đã viết một số séc để hỗ trợ tính hợp lệ của các hợp đồng không tồn tại. Nhiều tờ trong số séc này đã được viết cho một cộng sự, người sau đó đã nói với các quan chức Ernst & Whinney về sự gian lận. Minkow phủ nhận việc biết người này, nhưng ngay sau khi các tờ séc trên được phát hiện, Ernst & Whinney đã phát hiện ra rằng Minkow đã cắt hai tờ séc cho anh ta vì một vấn đề không liên quan. Khi Minkow không thể giải thích về các tờ séc, Ernst & Whinney đã từ chức làm kiểm toán viên của công ty. Tuy nhiên, công ty đã không thông báo cho SEC về những nghi ngờ của mình cho đến một tháng sau.
Vào ngày 2 tháng 7, Minkow đột ngột từ chức vì "lý do sức khỏe". Đến thời điểm này, cổ phiếu của công ty ông đã giảm xuống còn 3,50 đô la một cổ phiếu, giảm 81% so với mức cao trong tháng Hai. Hóa ra vào ngày 27 tháng 6, một công ty luật độc lập mà ZZZZ Best đã giữ lại để điều tra các cáo buộc về hành vi sai trái đã yêu cầu địa chỉ cho tất cả các công việc phục hồi của công ty. Minkow biết rằng anh ta không thể đưa ra các địa chỉ này, khiến anh ta phải từ chức sáu ngày sau đó. Sau đó, Minkow nói với một thành viên trong hội đồng quản trị rằng việc kinh doanh phục hồi bảo hiểm đã bị giả mạo ngay từ đầu.
Hội đồng quản trị mới của ZZZZ Best đã tiến hành một cuộc điều tra nội bộ mà phần lớn khẳng định các cáo buộc gian lận là đúng. Vào ngày 6 tháng 7, hội đồng đã kiện Minkow, cáo buộc rằng ông đã bỏ trốn với 23 triệu đô la trong quỹ công ty. Công ty tuyên bố rằng tài sản của mình đã bị rút cạn đến mức bị buộc phải phá sản theo Chương 11. Hai ngày sau, Sở Cảnh sát Los Angeles đã đột kích trụ sở của ZZZZ Best và nhà của Minkow, và tìm thấy bằng chứng cho thấy công ty đang được sử dụng để rửa tiền lãi cho tội phạm có tổ chức.

## Ra tòa và án tù
Minkow và 10 người trong cuộc khác của ZZZZ Best bị bồi thẩm đoàn liên bang truy tố tại Los Angeles trong tháng 1 năm 1988 với 54 tội danh gian lận, gian lận chứng khoán, rửa tiền, tham nhũng, lừa đảo qua thư, trốn thuế và gian lận ngân hàng. Bản cáo trạng cáo buộc Minkow đã lừa đảo các ngân hàng và nhà đầu tư lấy hàng triệu đô la trong khi làm cạn kiệt hệ thống tài sản của công ty. Tòa cũng cáo buộc Minkow thành lập các công ty giả, viết hóa đơn giả mạo và thực hiện các chuyến tham quan các địa điểm phục hồi có mục đích. Các công tố viên ước tính rằng có đến 90 phần trăm doanh thu của công ty là gian lận. Vào ngày 16 tháng 6, các công tố viên đã thắng một bản cáo trạng thay thế buộc tội Minkow với việc gian lận thẻ tín dụng và hai tội danh lừa đảo qua thư.
Trong khi Minkow thừa nhận thao túng cổ phiếu của công ty, anh tuyên bố rằng anh ta buộc phải biến công ty thành một kế hoạch Ponzi dưới áp lực của các nhân vật tội phạm có tổ chức, người đã bí mật kiểm soát công ty của anh, một câu chuyện mà sau đó Minkow thừa nhận là sai. Vào ngày 14 tháng 12, Minkow bị kết tội về mọi tội danh. Vào ngày 27 tháng 3 năm 1989, anh bị kết án 25 năm tù. Minkow cũng bị quản chế 5 năm và được lệnh phải trả 26 triệu đô la tiền bồi thường. Khi kết án Minkow, Thẩm phán Tòa án Khu vực Hoa Kỳ Dickran Tevrizian đã mô tả Minkow là một người đàn ông không có lương tâm. Ông từ chối lời cầu xin của Minkow cho một bản án nhẹ hơn là "một trò đùa" và "một cái tát vào cổ tay" cho một người đã thao túng hệ thống tài chính. Sau đó, SEC đã cấm Minkow phục vụ như một quan chức hoặc giám đốc của một công ty đại chúng một lần nữa. Ông đã ngồi tù trong bảy năm rưỡi, hầu hết tại Viện cải huấn Liên bang, Englewood.
Trong khi bị tù, Minkow đã trở thành một Cơ đốc nhân được tái sinh. Trong thời gian ở tù, anh ta đã tham gia vào chức vụ Kitô giáo, hoàn thành khóa học thông qua Trường học trọn đời của Đại học Liberty.